# Abidama ornata
Abidama ornata är en insektsart som beskrevs av Melichar 1921. Abidama ornata ingår i släktet Abidama och familjen spottstritar. Inga underarter finns listade i Catalogue of Life.